# ソルケル・シーグルビョルンソン
ソルケル・シーグルビョルンソン（Þorkell Sigurbjörnsson、またはThorkell Sigurbjörnsson、1938年7月16日 - 2013年1月30日）は、アイスランドの作曲家、指揮者、ピアニスト。

## 生い立ちと学歴
シーグルビョルン・アイナルソン司教とその妻マグネア・ソルケルスドットゥルの息子として生まれた彼は、1957年にレイキャヴィーク高校を卒業した。その後、アメリカに移り、ミネソタ州のハムライン大学で学び、最終的には1961年にイリノイ大学アーバナ・シャンペーン校を卒業した。1962年にアイスランドへと戻り、長年にわたってアイスランド国営放送（RÚV）で定期的なラジオ番組の司会を務めた。

## キャリア
ソルケルは長年にわたりレイキャヴィーク音楽大学でピアノ、音楽学、音楽史を教えてきた。また、1983年から1987年までアイスランド作曲家協会の会長を務め、一時期はアイスランド音楽家協会の理事を務め、1982年から1986年までアイスランド芸術家協会の会長を務めた。13世紀のアイスランドの賛美歌「お聞きください、天の創り主よ (Heyr, himna smiður)」の音楽を作曲（1973年）したことで最もよく知られている。
アイスランドで最も多作な作曲家であり、子供向けの歌からオーケストラ作品まで、350以上の作品を作曲している。

## 受賞歴
1993年、ソルケルは音楽分野への貢献により、アイスランド政府からファルコン勲章騎士十字章を授与された。1995年5月16日には、スウェーデン王立音楽アカデミーの会員に指名されている。